# Arabinoxylan
Arabinoxylan ist eine Hemicellulose, die in pflanzlichen Zellwänden vorkommt, sowohl in Gehölzen als auch in Getreidepflanzen. Als unverdauliche Bestandteile der Nahrung gehören sie zu den Ballaststoffen. Arabinoxylan besteht aus Copolymeren zweier Pentosen, Arabinose und Xylose.

## Struktur
Arabinoxylane bestehen aus zahlreichen kettenförmig 1,4-verknüpften Xylose-Monomeren. Viele dieser Xylose-Einheiten sind einfach mit 2- oder 3- bzw. zweifach mit 2,3-verknüpfter Arabinose substituiert. Je nach der jeweiligen Feinstruktur und Kettenlänge gehören Arabinoxylane zu den unlöslichen oder löslichen Ballaststoffen.

## Funktionen
Arabinoxylane sind ein wesentlicher Strukturbestandteil pflanzlicher Zellen. Sie sind darüber die Trägersubstanz für Ferulasäure und andere Phenolsäuren, die kovalent an Arabinoxylan gebunden sind. Phenolsäuren sind u. a. in pflanzliche Abwehrmechanismen involviert, die z. B. Pilzinfektionen bekämpfen.
Arabinoxylane haben möglicherweise gesundheitliche Vorteile für den Menschen. Auch die an Arabinoxylane gebundenen Phenolsäuren sind relevant, da sie als Antioxidans wirken. Arabinoxylane beeinflussen zudem den Eisenhaushalt und wirken aufgrund ihrer Viskosität auf die Darmfunktion.